# Foligno Calcio 2005-2006
Questa pagina raccoglie le informazioni riguardanti il Foligno Calcio nelle competizioni ufficiali della stagione 2005-2006.

## Rosa
| N. |                    | Ruolo | Calciatore            |
| -- | ------------------ | ----- | --------------------- |
|    | Italia (bandiera)  | A     | Enrico Bartolini      |
|    | Italia (bandiera)  | D     | Luca Bisello Ragno    |
|    | Italia (bandiera)  | C     | Marco Bonura          |
|    | Italia (bandiera)  | P     | Massimiliano Carletti |
|    | Italia (bandiera)  | A     | Matteo Cavagna        |
|    | Italia (bandiera)  | C     | Alessandro Cenci      |
|    | Italia (bandiera)  | D     | Andrea Cossu          |
|    | Italia (bandiera)  | C     | Armando De Simone     |
|    | Albania (bandiera) | D     | Abdelhak Ezzarouale   |
|    | Italia (bandiera)  | A     | Domenico Falco        |
|    | Italia (bandiera)  | D     | Daniele Fornetti      |
|    | Italia (bandiera)  | D     | Simone Garrasi        |
|    | Italia (bandiera)  | A     | Ivan Iacona           |

| N. |                   | Ruolo | Calciatore           |
| -- | ----------------- | ----- | -------------------- |
|    | Italia (bandiera) | C     | Alessandro Manni     |
|    | Italia (bandiera) | A     | Simone Miani         |
|    | Italia (bandiera) | P     | Andrea Panico        |
|    | Italia (bandiera) | D     | Giacomo Pencelli     |
|    | Italia (bandiera) | C     | Filippo Petterini    |
|    | Italia (bandiera) | D     | Valeriano Recchi     |
|    | Italia (bandiera) | P     | Francesco Ripa       |
|    | Italia (bandiera) | P     | Alessio Scarabattola |
|    | Italia (bandiera) | C     | Gianluca Segarelli   |
|    | Italia (bandiera) | D     | Alessandro Toretti   |
|    | Italia (bandiera) | C     | Michael Venturini    |
|    | Italia (bandiera) | C     | Moreno Zebi          |